# Calina, Caraș-Severin
Calina este un sat în comuna Dognecea din județul Caraș-Severin, Banat, România.

## Legături externe

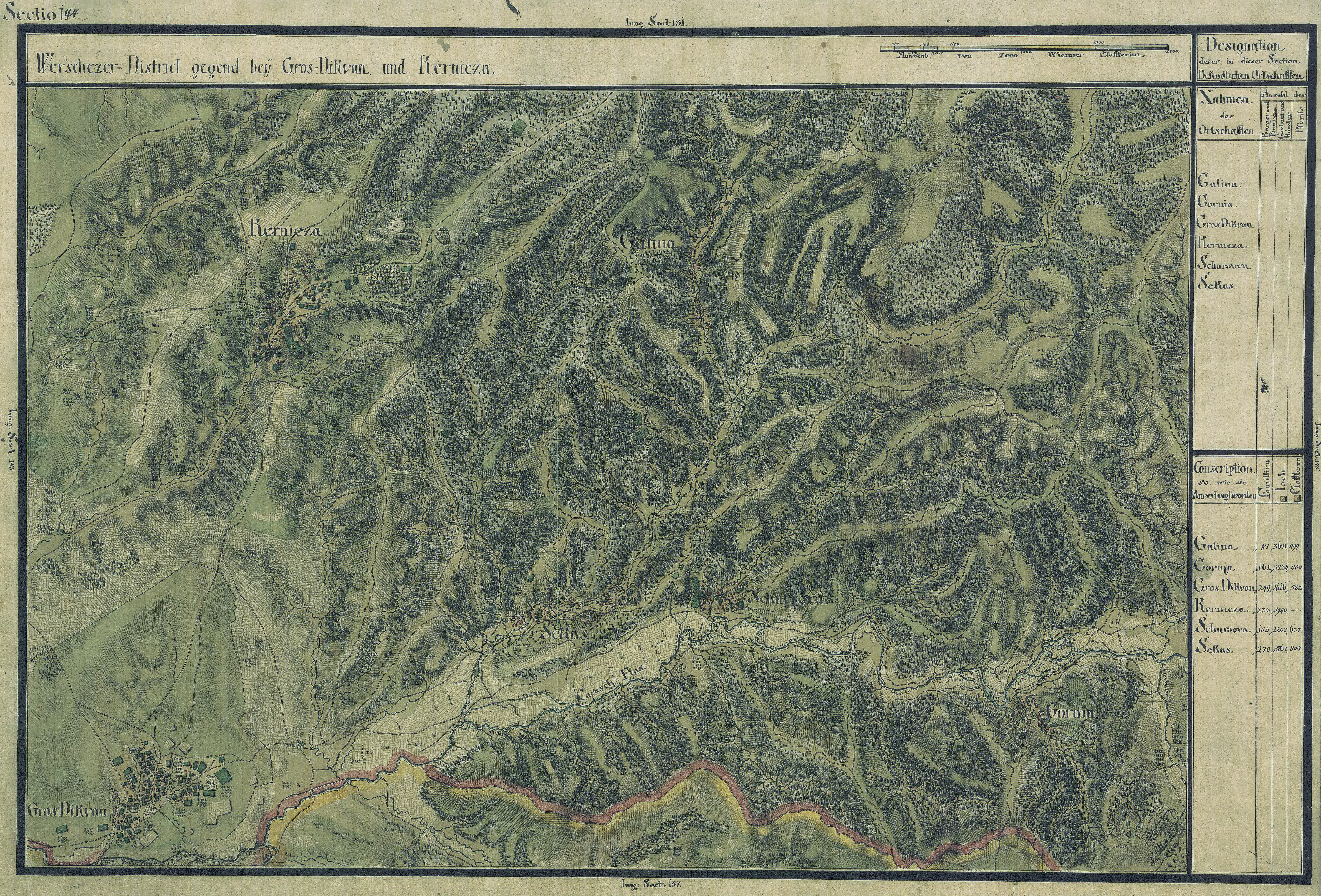
Calina în Harta Iosefină a Banatului, 1769-72

## Vezi și
- Biserica de lemn din Calina